# Irauçuba
Irauçuba is een gemeente in de Braziliaanse deelstaat Ceará. De gemeente telt 23.309 inwoners (schatting 2009).
De gemeente grenst aan Miraíma, Itapajé, Tejuçuoca, Santa Quitéria, Canindé en Sobral.